# Acacia citrinoviridis
Acacia citrinoviridis är en ärtväxtart som beskrevs av Mary Douglas Tindale och Bruce R. Maslin. Acacia citrinoviridis ingår i släktet akacior, och familjen ärtväxter. Inga underarter finns listade i Catalogue of Life.